# Аличе Рорвахер
Аличе Рорвахер (на италиански: Alice Rohrwacher) е италиански филмов режисьорк, монтажист и сценарист. Прави режисьорския си дебют с филма „Corpo celeste“ през 2011, а след това режисира значими филми като „Чудесата“, който печели наградата Гранд При на фестивала в Кан, „Щастливия Лазаро“ (2018), който печели наградата за най-добър сценарий на същия фестивал и „Химера“ (2023). Късометражният ѝ филм „Le pupille“ (2022) получава номинация за Оскар за най-добър късометражен филм.
През 2018 година е поканена да стане член на Академията за филмово изкуство и наука. През 2019 година е част от журито на кинофестивала в Кан.
Родена е във Фиезоле като майка ѝ е италианка, а баща ѝ е германец. Прекарва детството си в Кастел Джорджо където е родена майка ѝ, а баща ѝ работи като пчелар. По-голямата и сестра се казва Алба Рорвахер и е актриса.
Пон Джун Хо определя филмите и като микс от магически реализъм и неореализъм.

## Избрана филмография

### Режисьор
- „Corpo celeste“ (2011)
- „Чудесата“ (2014)
- „Щастливия Лазаро“ (2018)
- „Le pupille“ (2022) – късометражен
- „Химера“ (2023)